# Arena (película de 1989)
Arena es una película italiana de 1989 dirigida por Peter Manoogian y protagonizada por Paul Satterfield, Claudia Christian y Marc Alaimo.

## Argumento
En un futuro muy lejano la humanidad se ha expandido por toda la galaxia. Allí se ha encontrado con muchas otras razas alienígenas que también se han expandido correspondientemente. Todos ellos han acordado hacer un torneo galáctico de lucha entre un contrincante y otro, en el que participan todas las especies, y ese torneo, que es muy popular, se lleva a cabo desde entonces en una enorme estación espacial estacionada en el espacio. En ella las ventajas y desventajas de las diferentes especies que participan son compensadas con diferentes aparatos especiales que garantizan una lucha de iguales entre los luchadores de las diferentes especies.
Durante los últimos 50 años los humanos no han tenido un campeón en el torneo y un criminal llamado Rogo lo tiene controlado a través de su luchador estrella Horn, que ha ganado los últimos torneos durante los últimos años. Rogo ha convertido desde entonces el torneo en un negocio corrupto mientras que una chica llamada Quinn, que entrena a luchadores, trata de actuar en vano contra él. Solo las autoridades pueden plantar cara a Rogo aunque solo hasta el punto de evitar que corrompa del todo el torneo y pueda haber así a pesar de todo competencia en él contra él. 
En ese ambiente trabaja un cocinero humano en la estación llamado Steve Armstrong, que resulta ser un gran luchador. Quinn es consciente de lo capaz que es cuando vence a uno de sus luchadores en una pelea y trata por ello de reclutarlo, pero él se niega. Todo cambia cuando tiene problemas de dinero con Rogo. Para solucionarlos y salvar a su amigo Shorty de ser matado por él si no le entrega un dinero que ambos le deben, él acepta la oferta de Quinn de ser luchador a cambio de que pague a Rogo esa deuda y aparece así en la arena como luchador. 
Allí gana todos los combates y se vuelve muy popular. Finalmente tiene que pelear en un combate final contra Horn. Rogo, consciente de lo bueno que es y de que perderá su poder en el torneo si Horn pierde en el combate, decide encargarse de que pierda utilizando para ello todo tipo de trampas, incluido el envenenamiento. Sin embargo, con la ayuda de sus amigos y de Quinn, él puede sobrevivirlo y finalmente vencer a Horn, aunque de forma muy apretada. Rogo pierde su poder y es reducido a la nada, Quinn entabla luego una relación romántica con él y Armstong se convierte en el nuevo campeón.

## Reparto
- Paul Satterfield - Steve Armstrong
- Hamilton Camp - Shorty
- Claudia Christian - Quinn
- Marc Alaimo - Rogor
- Shari Shattuck - Jade
- Armin Shimerman - Weezil
- Brett Porter - Wayne
- Charles Tabansi - Troy
- Michael Deak - Horn
- Jack Carter - Locutor

## Producción
La película se rodó entre 1988 y 1989.